# マグニフィセント (戦艦)
マグニフィセント (HMS Magnificent) は、イギリス海軍のマジェスティック級戦艦9隻の内の1隻。

## 艦歴
1893年12月18日チャタム工廠で起工。進水は1894年12月19日で、1895年12月に竣工した。
第一次世界大戦開戦時には同型艦の「ハンニバル」、「マーズ」、「ヴィクトリアス」と第9戦艦戦隊を編成していた。これらは旧式で有力な艦ではなかったため第9戦艦戦隊はすぐに解隊された。
「マグニフィセント」はスカパ・フローの防備に使用された。1915年には武装が撤去された。「マグニフィセント」は1915年から1917年まで地中海で軍隊輸送船として、1918年から1919年の間はローサイスで弾薬貯蔵船として使用された。1920年除籍。1921年5月、売却され解体された。